# 愛情公寓 (網站)
愛情公寓，簡稱i-Part，是一個創立於2003年的台灣交友網站，由尚凡資訊有限公司，現已改名尚凡國際創新科技股份有限公司創建營運。創始初衷，網站的營運主要是會員間訊息付費聯絡、靠販賣虛擬道具、或刊登外部廣告獲利，現已改為iPair愛情公寓直播、聊天與交友服務，提供在線直播、刷禮等獲利模式。目前全球會員數超過1,200萬人。

## 創立與投资業主
2003年，四個曾一同於師大附中就讀的高中同學張家銘、林東慶、舒雨凡與林志銘一起創業，成立愛情公寓這個社群交友網站。

## 歷史
2010年7月，Yahoo!奇摩與愛情公寓合作，Yahoo!奇摩提供「Yahoo!奇摩交友」會員檔案移至愛情公寓。2010年11月，Yahoo!奇摩交友終止服務。
2013年6月4日以每股新台幣164元的價格掛牌上櫃，股票第一天上櫃時價格最高一度逼近新台幣200元，當天收盤價為187元；但股價隨後暴跌了四分之三。
其幕後投资業主包括日本的創投公司日亞投資（Japan Asia Investment Co, JAIC）和網站經營與廣告服務公司CyberAgent。
為推廣愛情公寓網站，尚凡資訊投資參與拍攝大陸電視劇《愛情公寓》。
2014年獲數位時代雜誌「2014年台灣網站100強」。
2015年5月推出婚戀交友APP「甜甜圈SweetRing」。
2018年尚凡國際投資創立「大研生醫國際股份有限公司」，主打讓自己與家人都安全、安心及有效之健康食品。
2019年10月的「大研生醫德國頂級魚油」公布由台灣知名藝人陳美鳳代言，並拍攝電視廣告，其「你吃的魚油有幾趴？」成台灣廣告金句。
2022年大研生醫國際股份有限公司獲momo購物、屈臣氏獲頒保健品類銷售第一殊榮。
2024年10月，大研生醫獨立母公司後，以股票代號7780興櫃掛牌。

## 爭議事件
由於愛情公寓對於註冊用戶的身份審核並不嚴謹，從2012年起陸續發生多起利用網站平台假交友真詐騙之實的犯罪案件和詐騙集團案件。警方雖然於事後破獲案件、逮捕了嫌犯，但詐騙可能性仍然存在，因此警方呼籲用戶需注意查證交友對象的真實身份。

## 外部連結
- （繁體中文）愛情公寓 （页面存档备份，存于）